# Cocalodes turgidus
Cocalodes turgidus är en spindelart som beskrevs av Fred R. Wanless 1982. Cocalodes turgidus ingår i släktet Cocalodes och familjen hoppspindlar. Inga underarter finns listade i Catalogue of Life.